# Liste de monstres au cinéma
La liste de monstres au cinéma regroupe les différentes créatures monstrueuses apparaissant dans les films fantastiques de science-fiction et d'horreur.

## Les araignées géantes
- dans Tarantula ! (Tarantula) de Jack Arnold (1955),
- dans L'Araignée vampire (Earth vs the Spider) de Bert I. Gordon (1958),
- dans The Strange World of Planet X de Gilbert Gunn (1958),
- dans Objectif septième planète (Journey to the Seventh Planet) de Sidney W. Pink (1962),
- dans Le Fils de Godzilla (Kaijûtô no kessen: Gojira no musuko) de Jun Fukuda (1967),
- dans Gremlins 2, la nouvelle génération de Joe Dante (1990)
- dans Spiders de Garys Jones (2000)
- dans Arachnid de Jack Sholder (produit en 2001) - Film d'horreur espagnol,
- dans Arac Attack, les monstres à 8 pattes (Eight Legged Freaks) de Ellory Elkayem (2002),
- Aragog dans Harry Potter et la Chambre des secrets (Harry Potter and the Chamber of Secrets) de Chris Columbus (2002), et apparition dans Harry Potter et le Prince de sans-mêlé (Harry Potter and the Half-Blood Prince) de David Yates (2009),
- Arachne dans Le Seigneur des anneaux : Le Retour du roi (The Lord of the Rings : The Return of the King) de Peter Jackson (2003)
- dans Godzilla: Final Wars de Ryūhei Kitamura (2004)
- dans King Kong de Peter Jackson (2005).
- dans Ice Spiders de Tibor Takács (2007)
- dans Arachnoquake de Griff Furst (2012)
- dans Spiders 3D de Tibor Takács (2013)
- dans Big Ass Spider de Mike Mendez (2013)
- dans Le Labyrinthe de Wes Ball (2014)
- dans Kong: Skull Island de Jordan Vogt-Roberts (2017)

## Les basilics et serpents

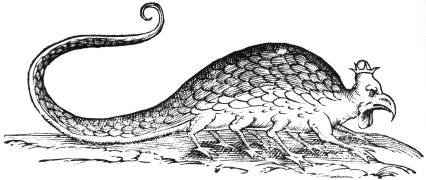
Représentation d'un basilic par Ulisse Aldrovandi (1642).

- dans Anaconda, le prédateur (Anaconda) de Luis Llosa (1997)
- dans New Alcatraz de Phillip J.Roth (2001)
- dans Harry Potter et la Chambre des secrets (Harry Potter and the Chamber of Secrets) de Chris Columbus (2002)
- dans Boa vs Python de David Flores (2004)
- dans Anacondas : À la poursuite de l'orchidée de sang (Anacondas: The Hunt for the Blood Orchid) de Dwight H. Little (2004),
- dans Python et Python 2, le parfait prédateur...
- dans Anacondas 3: L'héritier de Don E. FauntLeRoy (2008)
- dans Anacondas 4: Sur la piste de sang de Don E. FauntLeRoy (2009)
- dans Mega Python vs. Gatoroid de Mary Lambert (2011)
- dans Piraconda de Jim Wynorski (2012)
- dans Gods of Egypt d'Alex Proyas (2016)

## Les cannibales
- dans La Croisière du Navogator (The Navigator) de Buster Keaton (1924),
- dans Massacre à la tronçonneuse de Tobe Hooper (1974),
- dans La colline a des yeux de Wes Craven (1977),
- dans La Secte des cannibales (Mangiati vivi!) de Umberto Lenzi (1980),
- dans Une fille pour les cannibales (Mondo cannibale) de Jesús Franco (1980),
- dans Cannibal Holocaust de Ruggero Deodato (1981),
- dans Cannibal Ferox de Umberto Lenzi (1982),
- dans Vorace (Ravenous) de Antonia Bird (1999),
- dans La Revanche du sacristain cannibale de Jean-Jacques Rousseau (2005),
- dans La Route de John Hillcoat (2009).
- Hannibal Lecter dans :
  - Le Sixième Sens de Michael Mann (1986),
  - Le Silence des agneaux de Jonathan Demme (1991),
  - Hannibal de Ridley Scott (2001),
  - Dragon rouge de Brett Ratner (2002),
  - Hannibal Lecter : Les Origines du mal de Peter Webber (2006).
  - la série de films Détour mortel
- dans Grave de Julia Ducournau (2016).

## Les chiens monstrueux, les loups et Cerbères

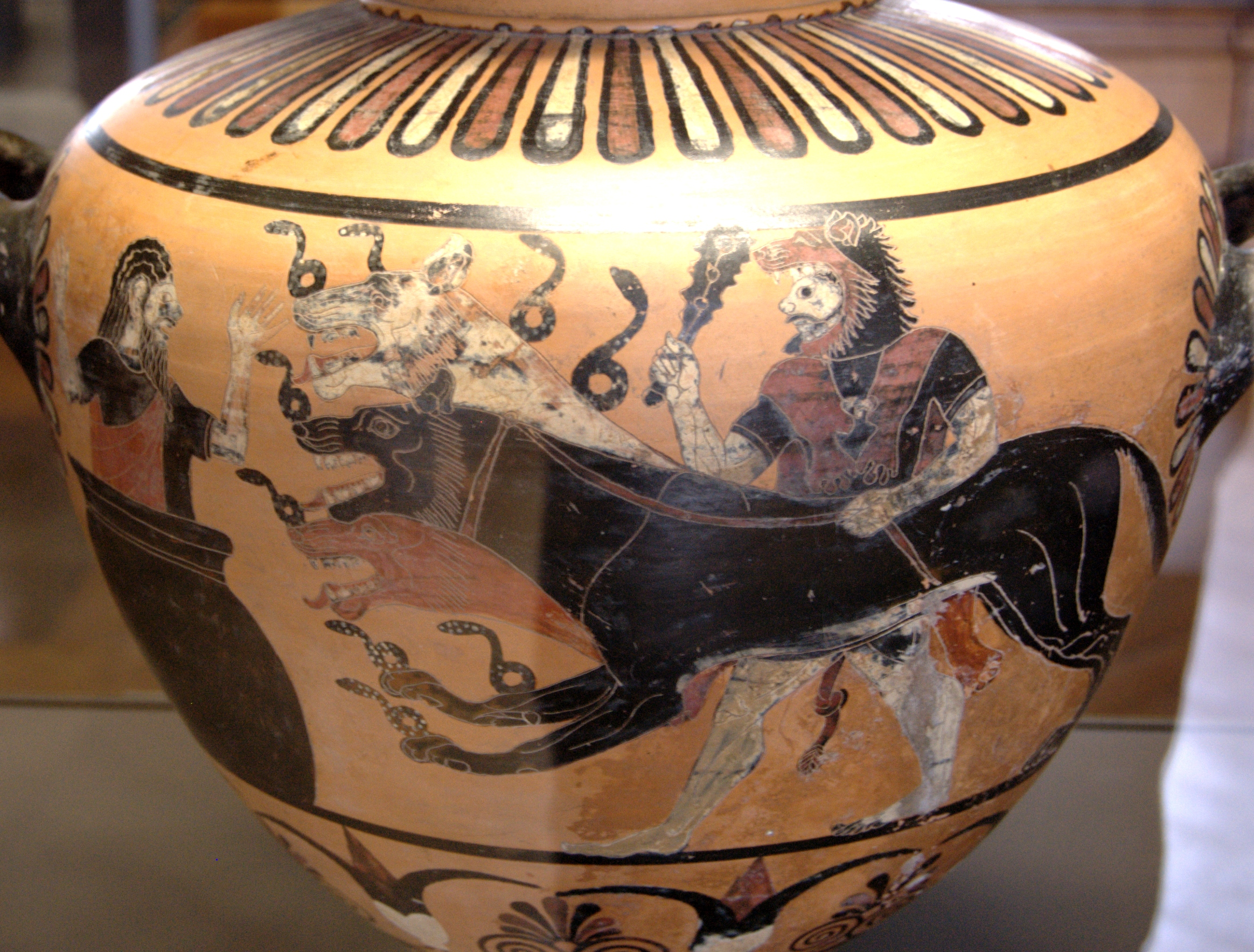
Héraclès, Cerbère et Eurysthée, hydrie à figures noires, v. 525 av. J.-C., musée du Louvre (E 701).

- dans Le Chien des Baskerville de Sidney Lanfield (1939),
- dans Le Chien des Baskerville (The Hound of the Baskervilles) de Terence Fisher (1959)
- Zoltan, le chien sanglant de Dracula d'Albert Band (1978)
- dans Cujo de Lewis Teague (1983)
- Toufu dans Harry Potter à l'école des sorciers (Harry Potter and the Philosopher's Stone) de Chris Columbus (2001). Toufu, est apparenté au Cerbère, chien gardien des portes de l'enfer dans la mythologie.
- dans La vallée d'émeraude de Yûichi Sugii (2005).

## Les créatures des marais
- dans L'Étrange Créature du lac noir (Creature from the Black Lagoon) de Jack Arnold (1954)[1],
- dans La Revanche de la créature (Revenge of the Creature) de Jack Arnold (1955), suite de L'Étrange Créature du lac noir,
- dans La créature est parmi nous (The Creature Walks Among Us) de John Sherwood (1956), troisième volet de L'Étrange Créature du lac noir,
- dans Le Monstre du marécage (El Pantano de las ánimas) de Rafael Baledón et Stim Segar (1957)[2],
- dans Curse of the Swamp Creature de Larry Buchanan (1966)[3],
- dans Le Monstre du lac noir (Creature From Black Lake) de Joy N. Houck Jr. (1976)[4],
- Swamp Thing dans :
  - La Créature du marais (Swamp Thing) de Wes Craven (1982)[5],
  - La Créature du lagon : Le Retour (The Return of Swamp Thing) de Jim Wynorski (1989)[6],
- dans Bog (Sheriff Neal Rydholm) de Don Keeslar (1983)[7],
- dans Les Maîtres de l'univers (Masters of the Universe) de Gary Goddard (1987),
- dans Creature from the Hillbilly Lagoon de Richard Griffin (2005)[8],
- Homme-Chose dans Man-Thing de Brett Leonard (2005)[9],
- Victor Crowley dans Hatchet (2006) et Butcher 2 (Hatchet 2) (2010) d'Adam Green.

## Le croque-mitaine
- dans Monstres et Cie (Monsters, Inc) de Peter Docter, David Silverman et Lee Unkrich (2002),
- dans Boogeyman et Boogeyman 2,
- dans Les Griffes de la nuit de Wes Craven en (1984),
- Michael Myers est décrit comme étant le croque-mitaine dans Halloween, la nuit des masques [10],
- dans L'Étrange Noël de monsieur Jack, Oogie Boogie est le croque-mitaine.
- dans Les Cinq Légendes de Peter Ramsey (2012)

## Le cyclope
- dans Le Septième Voyage de Sinbad (The 7th Voyage of Sinbad) de Nathan Juran (1958),
- dans Maciste contre le Cyclope (Maciste nella terra dei ciclopi) de Antonio Leonviola (1961),
- dans Monstres et Cie (Monsters, Inc) de Pete Docter, David Silverman et Lee Unkrich (2002)
- dans Shrek le troisième de  Chris Miller (2007)
- dans La Colère des Titans de Jonathan Liebesman (2012)
- dans Percy Jackson : La Mer des Monstres de Thor Freudenthal (2013)

## Les démons

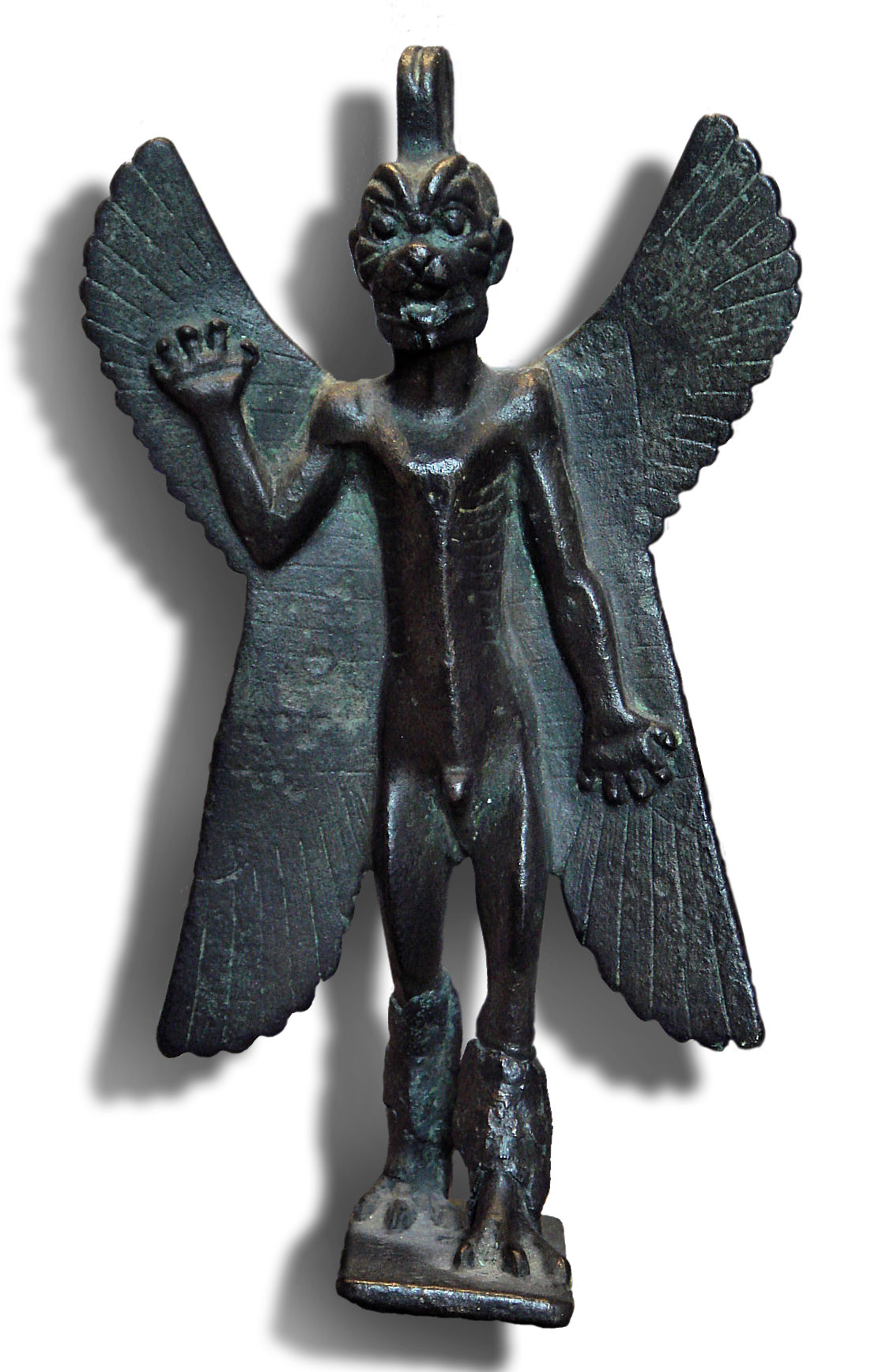
Pazuzu, époque néo-assyrienne (av. J.-C.).

- Darkness dans Legend de Ridley Scott (1985),
- Pazuzu dans :
  - L'Exorciste de William Friedkin (1973,
  - L'Exorciste 2 : L'Hérétique (Exorcist II: The Heretic) de John Boorman (1977),
  - L'Exorciste, la suite (The Exorcist III) de William Peter Blatty (1990),
  - L'Exorciste : Au commencement (Exorcist: The Beginning) de Renny Harlin (2004)
  - Dominion: Prequel to the Exorcist de Paul Schrader (2005),
- Angela Franklin dans :
  - Night of the Demons de Kevin Tenney (1988),
  - Night of the Demons 2 de Brian Trenchard-Smith (1994),
  - Night of the Demons 3 de Jim Kaufman (1997),
- Démons de Lamberto Bava (1985),
- Démons 2 de Lamberto Bava (1986),
- Ma vie est un enfer de Josiane Balasko (1991),
- À la croisée des mondes de Philip Pullman.

## Le Diable, Méphistophélès, Belzébuth, Lucifer, Satan

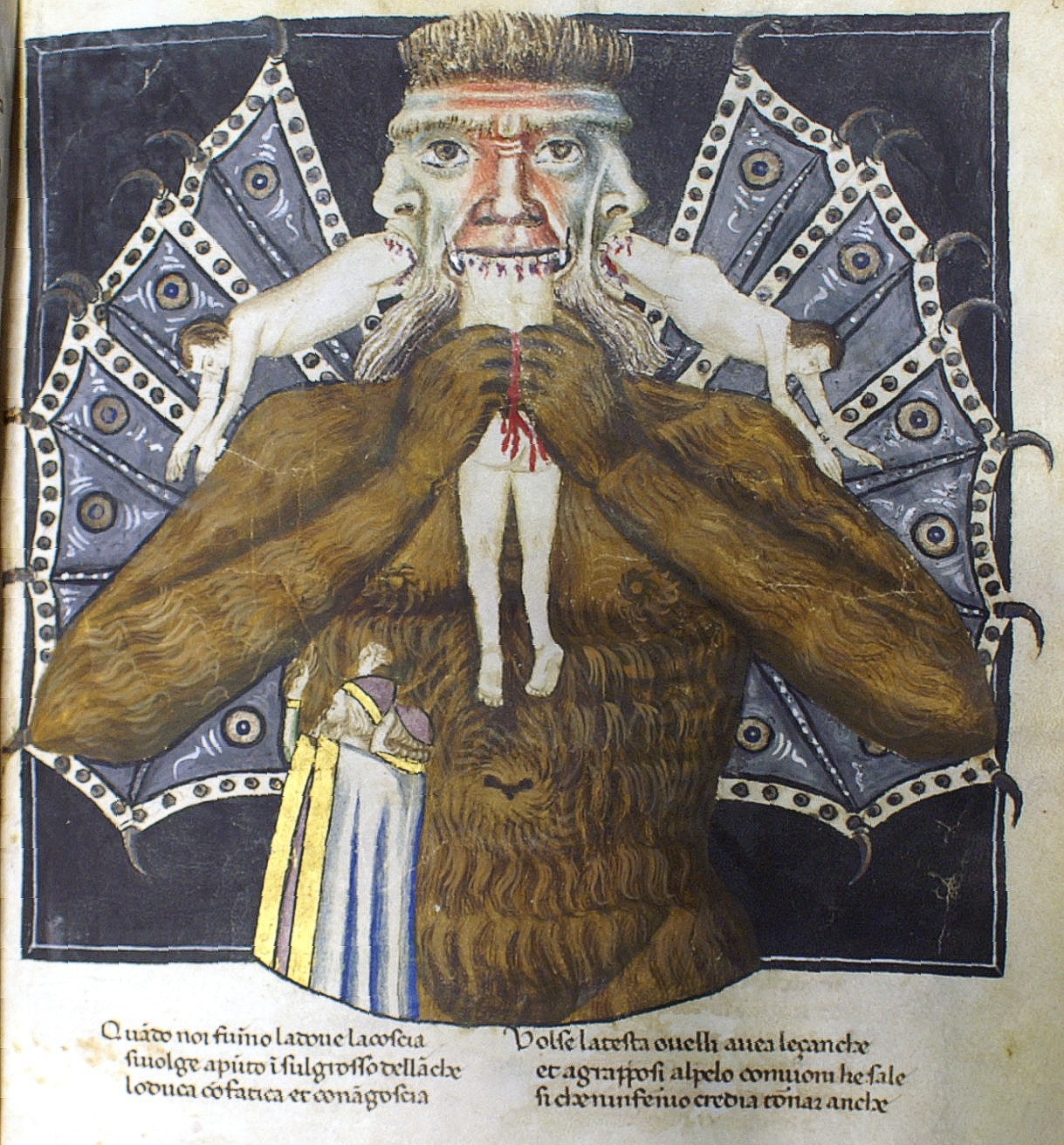
Représentation du diable selon Dante Alighieri.

- Mephistophélès dans Faust, une légende allemande (1926, Friedrich Wilhelm Murnau)
- Méphistophélès dans La Beauté du diable de René Clair (1950),
- le diable dans Fantasmes (Bedazzled) de Stanley Donen (1967),
- dans Angel Heart d'Alan Parker (1987),
- le Diable dans L'Associé du diable (The Devil's Advocate) de Taylor Hackford (1997),
- Satan dans La Fin des temps (End of Days) de Peter Hyams (1999),
- le diable dans Endiablé (Bedazzled) de Harold Ramis (2000),
- Satan dans Constantine de Francis Lawrence (2005),
- Méphistophélès dans Ghost Rider de Mark Steven Johnson (2007),
- Lucifer dans Les Sorcières d'Eastwick
  - voir aussi : Catégorie:Film mettant en scène le diable.

## Les dinosaures
- dans Les Trois Âges (Three Ages) de Buster Keaton et Edward F. Cline (1923),
- dans Le Monde perdu (The lost World) de Harry O. Hoyt (1925),
- dans King Kong de Merian C. Cooper et Ernest B. Schoedsack (1933),
- dans Le Monstre des temps perdus (The Beast from 20,000 Fathoms) de Eugène Lourié (1953),
- dans L'Oasis des tempêtes (The Land Unknown) (Belgique : Oasis de la terreur) de Virgil W. Vogel (1957),
- dans Teenage Cave Man de Roger Corman (1958),
- dans Le Monde perdu (The Lost World) de Irwin Allen (1960),
- dans Les Monstres de l'île en feu (Dinosaurus!) (Belgique : L'Homme des cavernes) de Irvin S. Yeaworth Jr. (en) (1960),
- dans Valley of the Dragons de Edward Bernds (1961),
- dans Reptilicus le monstre des mers (Reptilicus) de Poul Bang et Sidney W. Pink (1961),
- dans Persée l'invincible (Perseo l'invincibile) de Alberto De Martino (1963),
- dans La Isla de los dinosaurios de Rafael Portillo (en) (1967),
- dans La Vallée de Gwangi (The Valley of Gwangi) de Jim O'Connolly (1969),
- dans Quand les dinosaures dominaient le monde (When Dinosaurs Ruled the Earth) de Val Guest (1970),
- dans Le Sixième continent (The Land That Time Forgot) de Kevin Connor (1975),
- dans Le Continent oublié (The People That Time Forgot) de Kevin Connor (1977),
- dans Planet of Dinosaurs de James K. Shea (1978),
- dans The Lost World de Timothy Bond (1992),
- dans Return to the Lost World de Timothy Bond (1992),
- dans Jurassic Park de Steven Spielberg (1993),
- dans Carnosaur de Adam Simon (1993),
- dans Tammy and the T-Rex de Stewart Raffill (1994),
- dans Dinausor Island de Fred Olen Ray et Jim Wynorski (1994),
- dans Carnosaur 2 de Louis Morneau (1995),
- dans Carnosaur 3 (Carnosaur 3: Primal Species) de Jonathan Winfrey (1996),
- dans Le Monde perdu : Jurassic Park de Steven Spielberg (1997),
- dans Le Monde perdu (The Lost World) de Bob Keen (1998),
- dans Dinosaure (Dinosaur) de Eric Leighton et Ralph Zondag (2000),
- dans Jurassic Park 3 de Joe Johnston (2001),
- dans Raptor de Jim Wynorski (2001),
- dans King Kong (King Kong) de Peter Jackson (2005).
- dans L'Âge de glace 3 : Le Temps des dinosaures de Carlos Saldanha (2009),
- dans Raptor Ranch de Dan Bishop et Will Raee (2012),
- dans Jurassic World de Colin Trevorrow (2015)
- dans Jurassic World: Fallen Kingdom de Juan Antonio Bayona (2018)

## Dracula / Orlock
- Comte Orlock dans Nosferatu le vampire de Friedrich Wilhelm Murnau (1922),
- Dracula dans Dracula de Tod Browning (1933)
- dans Dracula contre Frankenstein de Tulio Demicheli (1970)
- dans Nosferatu, fantôme de la nuit de Werner Herzog (1979),
- dans Nosferatu à Venise d'Augusto Caminito (1988),
- dans Dracula de Francis Ford Coppola (1992)
- dans Batman contre Dracula de Michael Goguen (2005)
- dans Dracula 3000 de Darrell Roodt (2004)
- dans Van Helsing de Stephen Sommers (2004)
- dans Hotel Transylvanie de Genndy Tartakovsky (2013)

## Les dragons

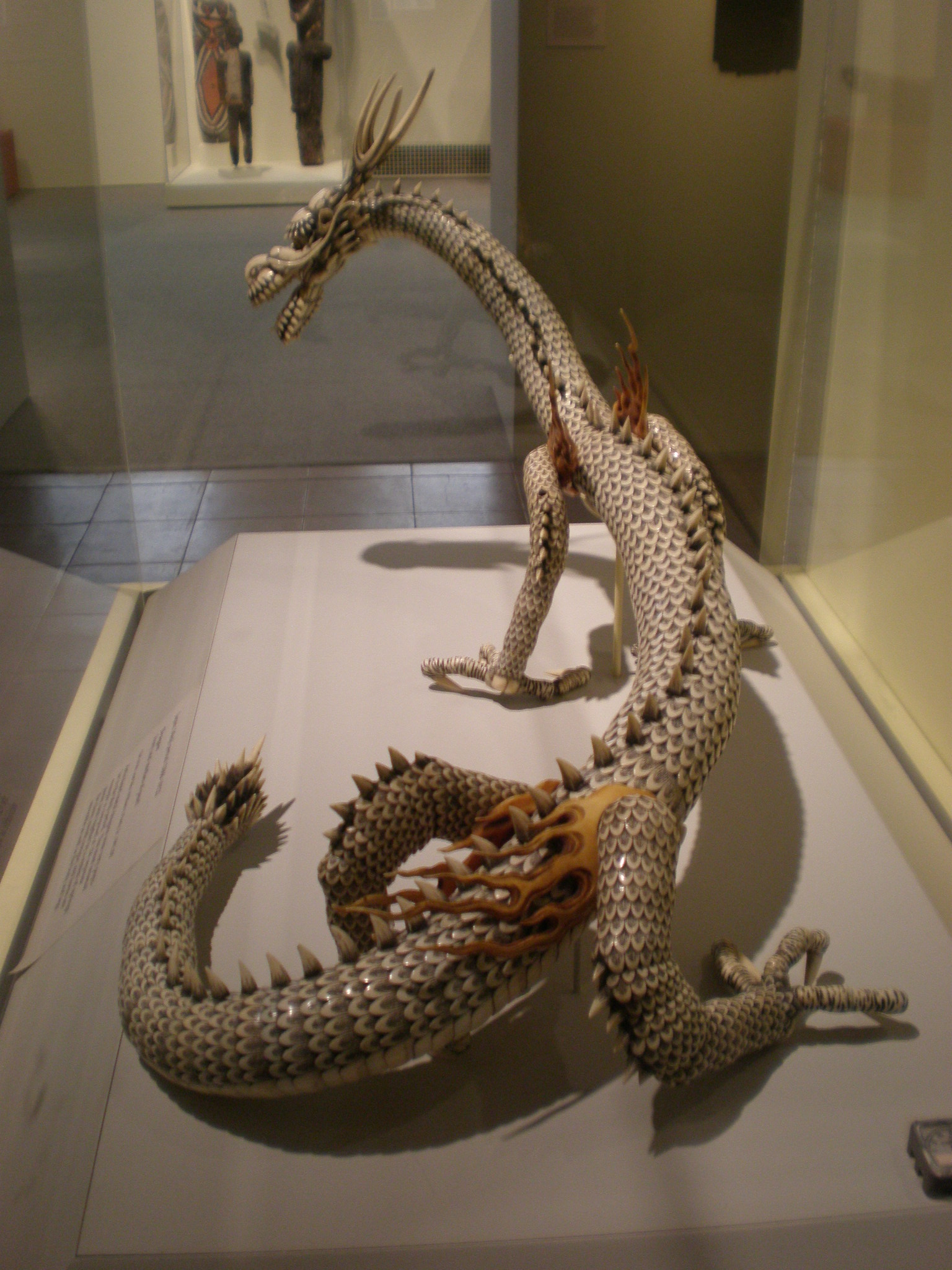
Dragon articulé, période Meiji, Métal, ivoire et perles ; Iris & B. Gerald Cantor Center for Visual Arts, Campus de l'université Stanford

- dans Cœur de dragon (Dragonheart) de Rob Cohen (1996),
- dans Le Voyage de Chihiro (Sen to Chihiro no kamikakushi) de Hayao Miyazaki (2001),
- dans Evolution de Ivan Reitman (2001),
- dans Le Règne du feu (Reign of Fire) de Rob Bowman (2002),
- dans Shrek et Shrek 2 de Andrew Adamson, Kelly Asbury et Conrad Vernon (2004),
- Norbert dans Harry Potter à l'école des sorciers (Harry Potter and the Philosopher's Stone ) de Chris Columbus (2001),
- dans Harry Potter et la Coupe de feu (Harry Potter and the Goblet of Fire) de Mike Newell (2005),
- dans Eragon de Stefen Fangmeier (2006),
- la reine Narissa dans Il était une fois... (Enchanted) de Kevin Lima (2007),
- dans Mulan des Studios Disney,
- dans Dragons de Dean DeBlois et Chris Sanders (2010)
- dans Harry Potter et les Reliques de la Mort, partie 2 de David Yates (2011)
- dans la sèries de films Dragons de  Dean DeBlois et Chris Sanders (2011 à 2019)
- dans Le Hobbit : La Désolation de Smaug de Peter Jackson (2013).
- dans Godzilla II - Roi des Monstres de Michael Dougherty (2019)

Voir : Catégorie:Film mettant en scène un dragon.

## Les extraterrestres
- dans Predator de John McTiernan (1987)
- dans Predator 2 de Stephen Hopkins (1990)
- dans Alien vs. Predator de Paul W. S. Anderson (2004)
- dans Aliens vs. Predator: Requiem de Greg Strause et Colin Strause (2007)
- dans Predators de Nimród Antal (2010)
- dans The Predator de Shane Black (2018)
- dans Signes (Signs) de M. Night Shyamalan (2002),
- dans La Chose d'un autre monde (The Thing From Another World) de Christian Nyby (1951), et son remake The Thing de John Carpenter (1982),
- dans La Guerre des mondes de Steven Spielberg (2005),
- dans Le Gendarme et les Extraterrestres de Jean Girault (1979)
- dans Les soucoupes volantes attaquent (Earth vs. the Flying Saucers) de Fred F. Sears (1956),
- dans L'Invasion des soucoupes volantes (Starship Invasions) de Ed Hunt (1977),
- dans Invasion Los Angeles (They Live) de John Carpenter (1988).
- Sil, hybride humaine/extraterrestre dans :
  - La Mutante de Roger Donaldson (1995),
  - La Mutante 2 de Peter Medak (1998),
- dans Starship Troopers de Paul Verhoeven (1997)
- dans Men in Black de Barry Sonnenfeld (1997)
- dans Independence Day de Roland Emmerich (1996)
- dans Ghosts of Mars de John Carpenter (2001),
- dans Planet der Kannibalen de Hans-Christoph Blumenberg (2001),
- dans Returner de Takashi Yamazaki (2002),
- dans Evolution de Ivan Reitman (2001)
- dans E.T. l'extra-terrestre de Steven Spielberg (1982),
- dans la saga Star Wars de George Lucas, Irvin Kershner et Richard Marquand (1977), (1980), (1983), (1999), (2002), (2005),(2015),(2017),(2019)
- dans Alien de Ridley Scott (1979),
- dans La Soupe aux choux de Jean Giraud,
- dans les nombreux films de Superman dont Superman de Richard Donner,
- dans Mars Attacks! de Tim Burton,
- dans Le Cinquième Élément de Luc Besson
- dans Doom de Andrzej Bartkowiak (2005)
- dans Outlander : Le Dernier Viking de Howard McCain (2009)
- dans Avatar de James Cameron (2009)
- dans Planète 51 de Jorge Blanco (2010)
- dans Paul de Greg Mottola (2011)
- dans Avengers de Joss Whedon (2012)
- dans Battleship de Peter Berg (2012)
- dans Prometheus de Ridley Scott (2012)
- dans Pacific Rim de Guillermo del Toro (2013)
- dans Les Gardiens de la Galaxie de James Gunn (2014)
- dans Les Gardiens de la Galaxie Vol. 2 de James Gunn (2017)
- dans Thor: Ragnarok de Taika Waititi (2017)
- dans Pacific Rim:Uprising de Steven S. DeKnight(2018)
- dans Avengers: Infinity War de Joe et Anthony Russo (2018)
- dans Avengers: Endgame de Joe et Anthony Russo (2019)
- Ghidora dans Godzilla II: Roi des Monstres de Michael Dougherty (2019)
- dans Captain Marvel de Anna Boden et Ryan Fleck (2019)

## Les fantômes et revenants
- dans Le Ciel peut attendre (Heaven Can Wait) de Warren Beatty et Buck Henry (1978),
- dans Shining de Stanley Kubrick (1980),
- dans SOS Fantômes (Ghostbusters) d'Ivan Reitman (1984),
- dans SOS Fantômes 2 (Ghostbusters II) d'Ivan Reitman (1989),
- dans Beetlejuice de Tim Burton (1989),
- dans Ghost de Jerry Zucker (1990)
- dans Casper de Brad Silberling (1995)
- dans Fantôme avec chauffeur de Gérard Oury (1996),
- dans Fantômes contre fantômes (The Frighteners) de Peter Jackson (1996),
- dans Sixième Sens (Sixth Sense) de M. Night Shyamalan (1996),
- dans Hantise (The Haunting) de Jan de Bont, (1999)
- dans Apparences (What Lies Beneath) de Robert Zemeckis (2000),
- dans Fantômes de Jean-Paul Civeyrac (2001),
- dans Les Autres (The Others) de Alejandro Amenábar (2001)
- dans The Grudge de Takashi Shimizu (2004)
- dans The Invisible de David S. Goyer (2007),
- dans Scary Movie 2 de Keenen Ivory Wayans,
- dans Scary Movie 3 de Keenen Ivory Wayans,
- dans L'Étrange Noël de monsieur Jack de Henry Selick,
- dans Fantôme.com de Kelly Sandefur (film 2004),
- dans RIPD : Brigade fantôme de Robert Schwentke
- dans Conjuring : Les Dossiers Warren de James Wan (2013)

## La créature du docteur Frankenstein
- dans Frankenstein de J. Searle Dawley (1910),
- dans Frankenstein de James Whale (1931),
- dans La Fiancée de Frankenstein de James Whale (1935),
- dans Le Fils de Frankenstein de Rowland V. Lee (1939),
- dans Frankenstein rencontre le loup-garou de Roy William Neill (1943),
- dans Deux Nigauds contre Frankenstein de Charles Barton (1948),
- dans Frankenstein s'est échappé de Terence Fisher (1957),
- dans Santo y Blue Demon contra los monstruos de Gilberto Martínez Solares (1970),
- dans Dracula, prisonnier de Frankenstein de Jesús Franco (1972),
- dans Frankenstein Junior de Mel Brooks (1974),
- dans Frankenstein rencontre le loup-garou de Roy William Neill (1974),
- dans Frankenstein 90 d'Alain Jessua (1984),
- dans The Monster Squad de Fred Dekker (1987),
- dans Frankenstein de Kenneth Branagh (1994),
- dans Ni Dieux ni Démons (Gods and Monsters) de Bill Condon (1998),
- dans Van Helsing de Stephen Sommers (2004).

## Kaiju

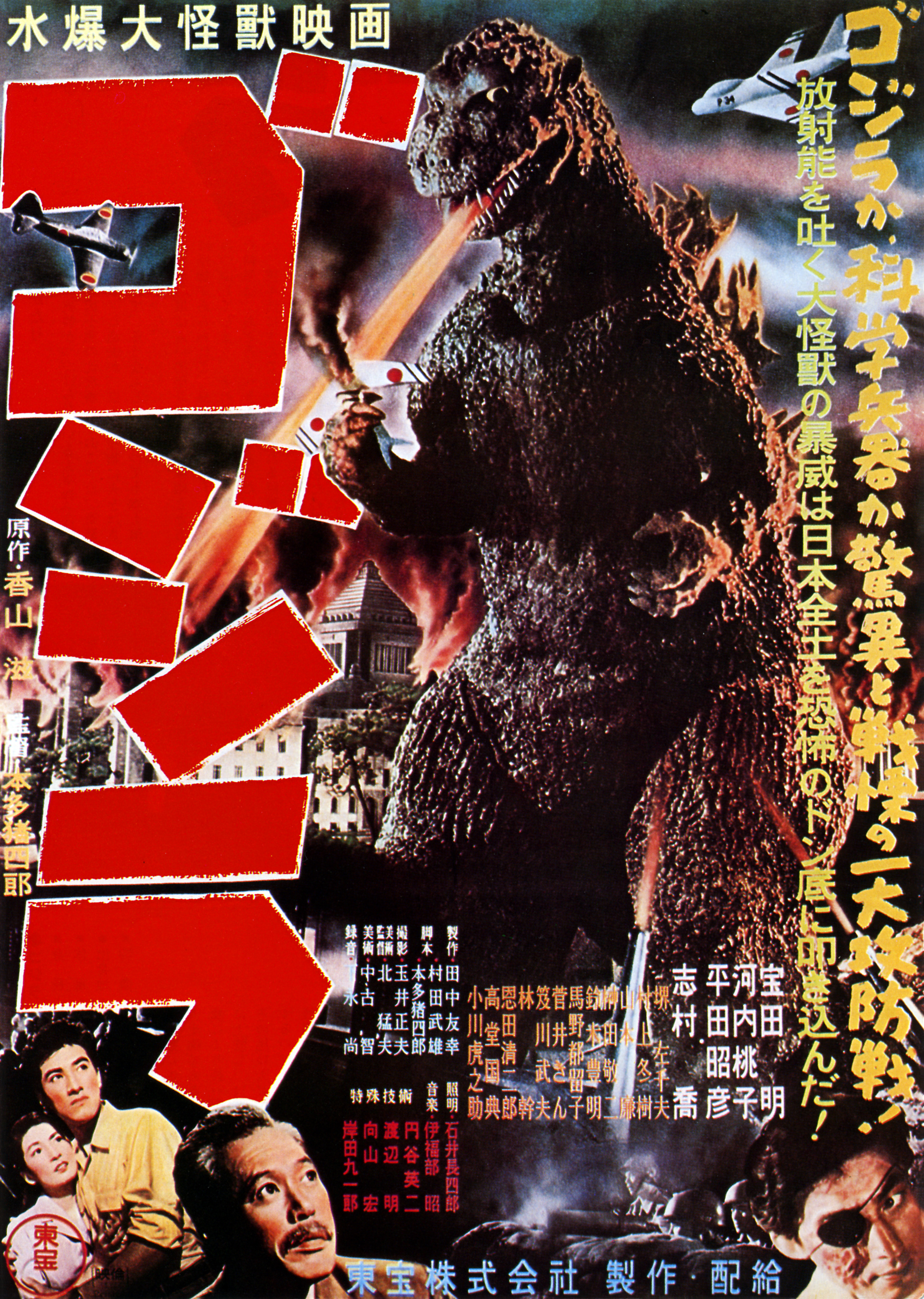
Godzilla

- dans Godzilla, d'Ishiro Honda (1954), le film culte fondateur du mythe ;
- dans Le Retour de Godzilla de Motoyoshi Oda (1955)
- dans Godzilla, Roi des Monstres ! de Terry O. Morse et Ishirō Honda (1956)
- dans King Kong contre Godzilla d'Ishirō Honda (1962)
- dans Mothra contre Godzilla d'Ishiro Honda (1964)
- dans Godzilla vs Biollante de Kazuki Ōmori ;
- dans Godzilla vs King Ghidorah de Kazuki Ōmori ;
- dans Cloverfield de Matt Reeves (2008) ,
- dans Pacific Rim de Guillermo del Toro (2013)
- dans Atlantic Rim de Jared Cohn (2013)
- dans Pacific Rim: Uprising de Adam Wingard (2018)
- dans Atlantic Rim 2 de Jared Cohn (2018)
- dans les deux plus célèbres adaptations hollywoodiennes : le Godzilla de Roland Emmerich (1998) ; le Godzilla de Gareth Edwards (2014).
- dans Godzilla II: Roi des Monstres de Michael Dougherty (2019)
- dans Godzilla vs Kong de Adam Wingard (2021)

## Les goules
- dans The Mad Ghoul de James P. Hogan (1943),
- dans Orgie Macabre (Orgy of the Dead) de Stephen C. Apostolof (1965), (scénario de Ed Wood),
- dans SOS Fantômes (Ghostbusters) d'Ivan Reitman (1984).

## Les harpies
- Jason et les Argonautes (Jason and the Argonauts) de Don Chaffey (1963).

## L'homme-mouche
- dans La Mouche noire de Kurt Neumann (1958),
- dans Le Retour de la mouche de Edward Bernds (1959),
- dans La Malédiction de la mouche (Curse of the Fly) de Don Sharp (1965),
- dans La Mouche de David Cronenberg (1986),
- dans La Mouche 2 de Chris Walas (1989).

## Les hippogriffes
- Buck dans Harry Potter et le Prisonnier d'Azkaban (Harry Potter and the Prisoner of Azkaban) de Alfonso Cuarón (2003).

## L'hydre

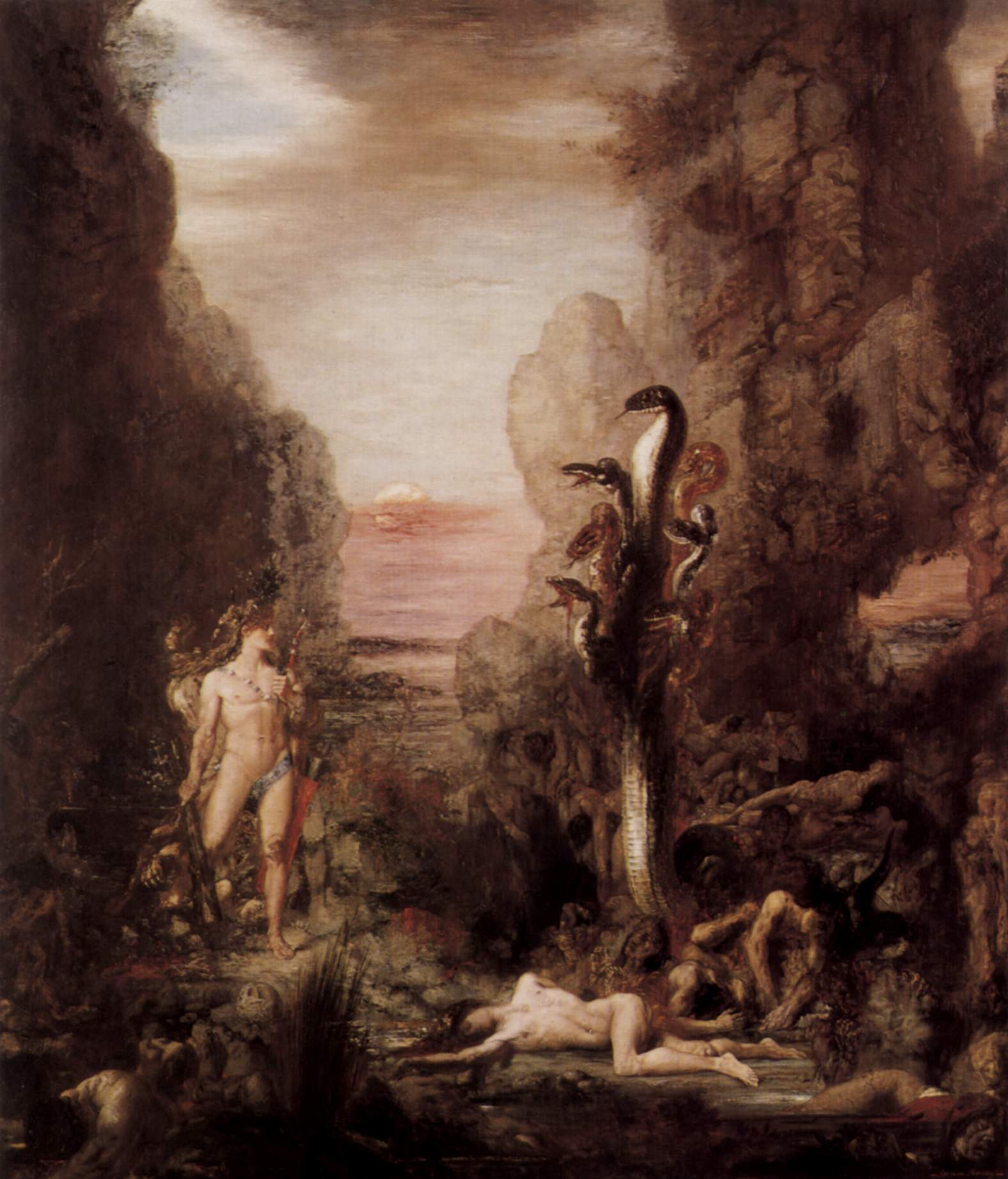
Hercule et l'hydre de Lerne, par Gustave Moreau (1876).

- dans Jason et les Argonautes (Jason and the Argonauts) de Don Chaffey (1963),
- dans Hercule de Ron Clements et John Musker (1997),
- dans Percy Jackson : Le Voleur de foudre de Chris Columbus (2010).
- dans Hydra :The Lost Island d'Andrew Prendergast

## King Kong et singes monstrueux

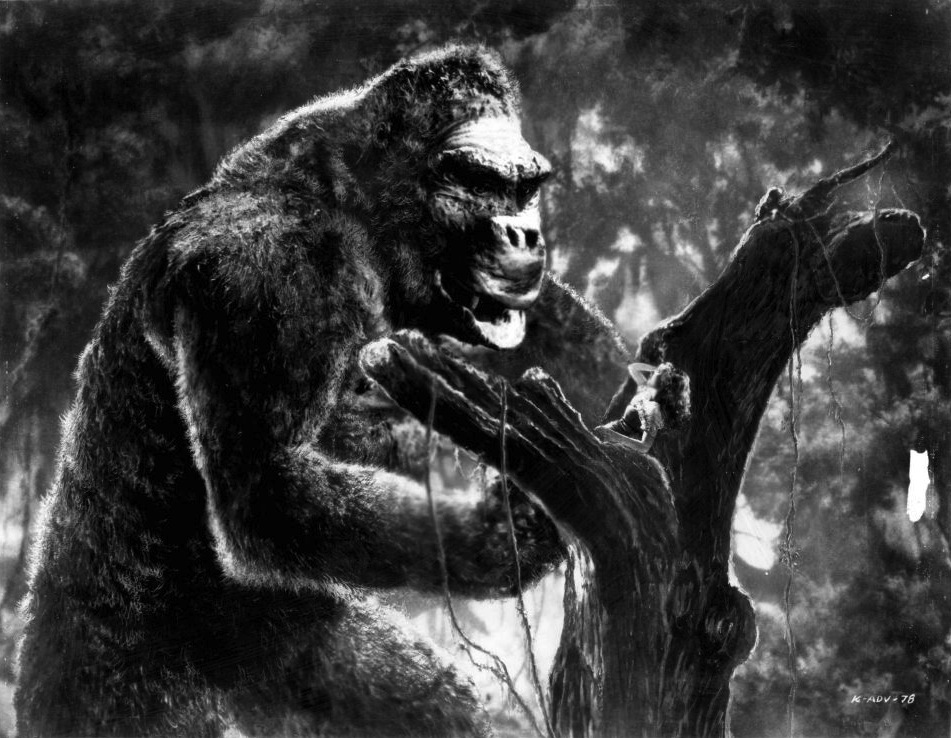
King Kong

- dans King Kong de Merian C. Cooper et Ernest B. Schoedsack (1933),
- dans Le Fils de Kong de Ernest B. Schoedsack (1933),
- dans King Kong contre Godzilla (Kingukongu tai Gojira) de Ishirō Honda et Thomas Montgomery (1962),
- dans La Revanche de King Kong (Kingukongu no gyakushu) de Ishirō Honda (1967),
- dans King Kong de John Guillermin (1976),
- dans King Kong 2 (King Kong Lives) de John Guillermin et Charles McCracken (1986),
- dans King Kong de Peter Jackson (2005),
- dans Le Seigneur du monde perdu (King of the Lost World) de Leigh Slawner (2005),
- dans Kong: Skull Island de Jordan Vogt-Roberts (2017)
- dans Godzilla Vs Kong de Adam Wingard (2021)

## Les loup-garous
et Catégorie:Film de loup-garou :

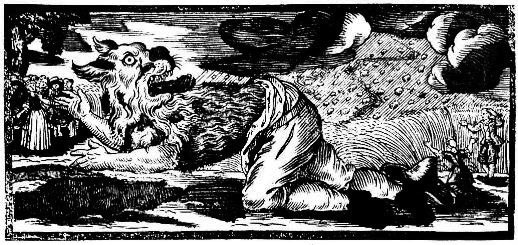
Le Loup-garou, estampe allemande de 1722.

- Le Loup-garou de Henry MacRae (1913)
- Le Loup-garou de George Waggner (1941)
- Peur bleue de Daniel Attias (1985)
- Le Loup-garou de Paris d'Anthony Waller (1997)
- Dog Soldiers de Neil Marshall (2002)
- Underworld de Len Wiseman (2003)
- Harry Potter et le prisonnier d'Azkaban d'Alfonso Cuarón (2004)
- Van Helsing de Stephen Sommers (2004)
- Underworld 2 : Évolution de Len Wiseman (2006)
- saga Twilight (2008-2012)
- Underworld 3 : Le Soulèvement des Lycans de Patrick Tatopoulos (2009)
- Wolfman de Joe Johnston (2010)
- Chasseurs de loups-garous de Sheldon Wilson (2010)
- Le Chaperon rouge de Catherine Hardwicke (2011)
- Underworld : Nouvelle Ère de Måns Mårlind (2012)
- Werewolf : La Nuit du loup-garou de Louis Morneau (2010)
- trilogie Hotel Transylvanie (2012-2018)
- WolfCop de Lowell Dean (2014)
- Chair de poule, le film de Rob Letterman (2016)

## Mister Hyde
- dans Docteur Jekyll et M. Hyde de Rouben Mamoulian (1931),
- dans Docteur Jekyll et M. Hyde de Victor Fleming (1941),
- dans Deux nigauds contre le Dr Jekyll et Mr Hyde (Abbott and Costello Meet Dr Jekyll and Mr. Hyde) de Charles Lamont (1953),
- dans Le Testament du docteur Cordelier de Jean Renoir (1959),
- dans Dr Jekyll et Sister Hyde (Dr Jekyll and Sister Hyde) de Roy Ward Baker (1971),
- dans Mary Reilly de Stephen Frears (1996,
- dans La Ligue des gentlemen extraordinaires (The League of Extraordinary Gentlemen) de Stephen Norrington (2003),
- dans Van Helsing de Stephen Norrington (2004).

## Les momies
- dans La Momie / The Mummy, de Karl Freund (1932), pour les studios Universal ;
- dans La Malédiction des pharaons / The Mummy, de Terence Fisher (1959), pour les studios Hammer ;
- dans La Momie de Stephen Sommers (1999)
- dans Le Retour de la momie de Stephen Sommers (2001)

## Monstres des mers
- dans Moby Dick de Lloyd Bacon (1930),
- dans Moby Dick de John Huston (1956),
- dans Moby Dick de Paul Stanley (1978).
- dans Moby Dick d'Orson Welles (Court métrage-1999),
- dans  Capitaine Achab  de Philippe Ramos (2003-2007)
- dans 2010: Moby Dick
- dans Au cœur de l'océan de Ron Howard (2015)
- dans Vingt Mille Lieues sous les mers (20,000 Leagues Under the Sea) de Stuart Paton (1916),
- dans La Fiancée du monstre d'Ed Wood (1953),
- dans Vingt Mille Lieues sous les mers (20,000 Leagues Under the Sea) de Richard Fleischer (1954),
- dans Le Choc des Titans (Clash of the Titans) de Desmond Davis (1981),
- dans Le Seigneur des anneaux : La Communauté de l'anneau de Peter Jackson (2001),
- dans Pirates des Caraïbes : Le Secret du coffre maudit de Gore Verbinski (2006),
- dans Pirates des Caraïbes, jusqu'au bout du monde de Gore Verbinski (2007),
- dans Le Choc des titans de Louis Leterrier (2010).
- dans Kong: Skull Island de Jordan Vogt-Roberts (2017)

## Le Monstre du Loch Ness

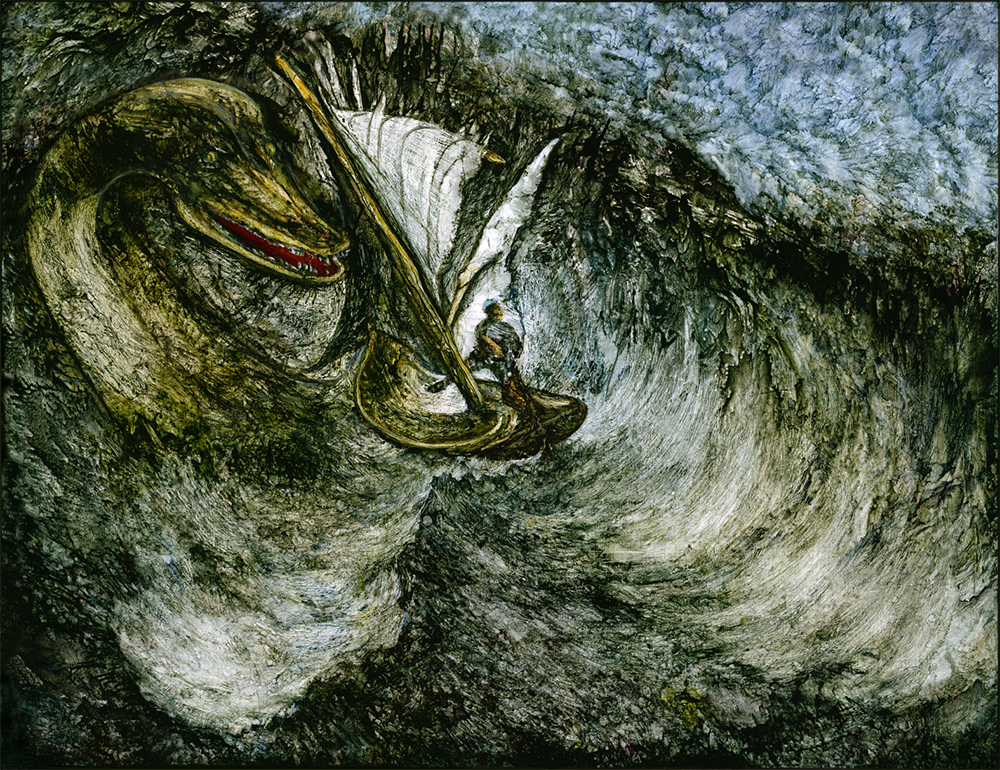
Loch Ness Monster (peinture) de Heikenwaelder Hugo.

- dans La vie privée de Sherlock Holmes de Billy Wilder (1970),
- dans The Mysterious Monsters de Robert Guenette (1976),
- dans Loch Ness de John Henderson (1996),
- dans Incident au Loch Ness (Incident at Loch Ness) de Zak Penn (2004).
- dans  Le Dragon des mers : La Dernière Légende (The Water Horse: Legend of the Deep) de Jay Russell (2007).

## Oiseaux tueurs et monstrueux
- dans The Giant Claw de Fred F. Sears (1957),
- les corbeaux dans Les Oiseaux d'Alfred Hitchcock (1963),
- poules géantes dans Soudain... les monstres (The Food of the Gods) de Bert I. Gordon (1976),
- poules géants dans Chicken Park de Jerry Calà[11] (1994),
- dans Poultrygeist: Night of the Chicken Dead de Lloyd Kaufman (2006).

## Les poupées sanglantes
- Chucky dans :
  - Jeu d'enfant (Child's Play) de Tom Holland (1988),
  - Chucky, la poupée de sang (Child's Play 2) de John Lafia (1990),
  - Chucky 3 : La Maison de l'horreur (Child's Play 3) de Jack Bender (1991),
  - La Fiancée de Chucky (Bride of Chucky) de Ronny Yu (1998),
  - Le Fils de Chucky (Seed of Chucky) de Don Mancini (2004)
- Dead Silence de James Wan (2007)
- Anabelle de John R. Leonetti (2014)
- la série de films Puppet Master
- Jouets démoniaques (Demonic Toys) de Charles Band (1992)

## Les sorcières et sorciers
- Les trois sorcières dans Macbeth, de Roman Polanski (1971),
- Alexandra Medford, Jane Spofford et Sukie Ridgemont dans Les Sorcières d'Eastwick (The Witches of Eastwick) de George Miller (1987),
- la reine Bavmorda dans Willow de Ron Howard (1988),
- dans Les Sorcières de Nicolas Roeg (1990),
- dans Hocus Pocus de Kenny Ortega avec Bette Midler et Sarah Jessica Parker (1993),
- dans Dangereuse Alliance (The Craft) de Andrew Fleming (1996),
- Sally et Gillian Owens dans Les Ensorceleuses (Practical Magic) de Griffin Dunne (1999),
- dans la saga Harry Potter (2001 à 2011),
- dans Big Fish de Tim Burton (2003),
- Samantha dans Ma sorcière bien-aimée (Bewitched) de Nora Ephron (2005),
- la reine Narissa dans Il était une fois..., (Enchanted) de Kevin Lima (2007),
- dans la trilogie Le Seigneur des anneaux de Peter Jackson,
- dans Kuzco, l'empereur mégalo des Studios Disney,
- dans Les Sorciers de Waverly Place, le film des Studios Disney,
- dans Hansel et Gretel : Witch Hunters de Tommy Wirkola (2013).

## Les succubes et les incubes
- dans Incubus de Leslie Stevens (1965),
- dans La villa delle anime maledette de Carlo Ausino (1982),
- dans Nightmare Sisters de David DeCoteau (1987),
- dans Succube (Def by Temptation) de James Bond III (1990),
- dans Péchés immortels (Immortal Sins) de Hervé Hachuel (1991),
- dans Serpent's Lair de Jeffrey Reiner (1995),
- dans Bloody Mallory de Julien Magnat (2002),
- dans Succubus d'Alison Reid (court métrage, 2006),
- dans Succubus: Hell Bent de Kim Bass (2006),
- dans Jennifer's Body de Karyn Kusama (2009).

## Les vampires (autres que Dracula et Nosferatu)
- dans Les Prédateurs (The Hungers) (1983),
- dans Génération perdue (Lost Generation)
- dans Aux frontières de l'aube (Near Dark) (1987)
- dans Buffy, tueuse de vampires (Buffy the Vampire Slayer) de Fran Rubel Kuzui (1992),
- Lestat dans Entretien avec un vampire de Neil Jordan (1994), puis en 2002 dans La Reine des damnés de Michael Rymer,
- dans Une nuit en enfer de Robert Rodriguez (1996),
- dans Vampires de John Carpenter (1998),
- dans Underworld de Len Wiseman (2003),
- Marlow le chef des vampires dans 30 jours de nuit de David Slade (2007),
- dans Daybreakers de Michael Spierig et Peter Spierig (2010),
- dans la saga Twilight,
- dans la série The Vampire Diaries
- dans le film Gremlins 2, la nouvelle génération de Joe Dante.

## Le Yéti, Sasquatch, Bigfoot

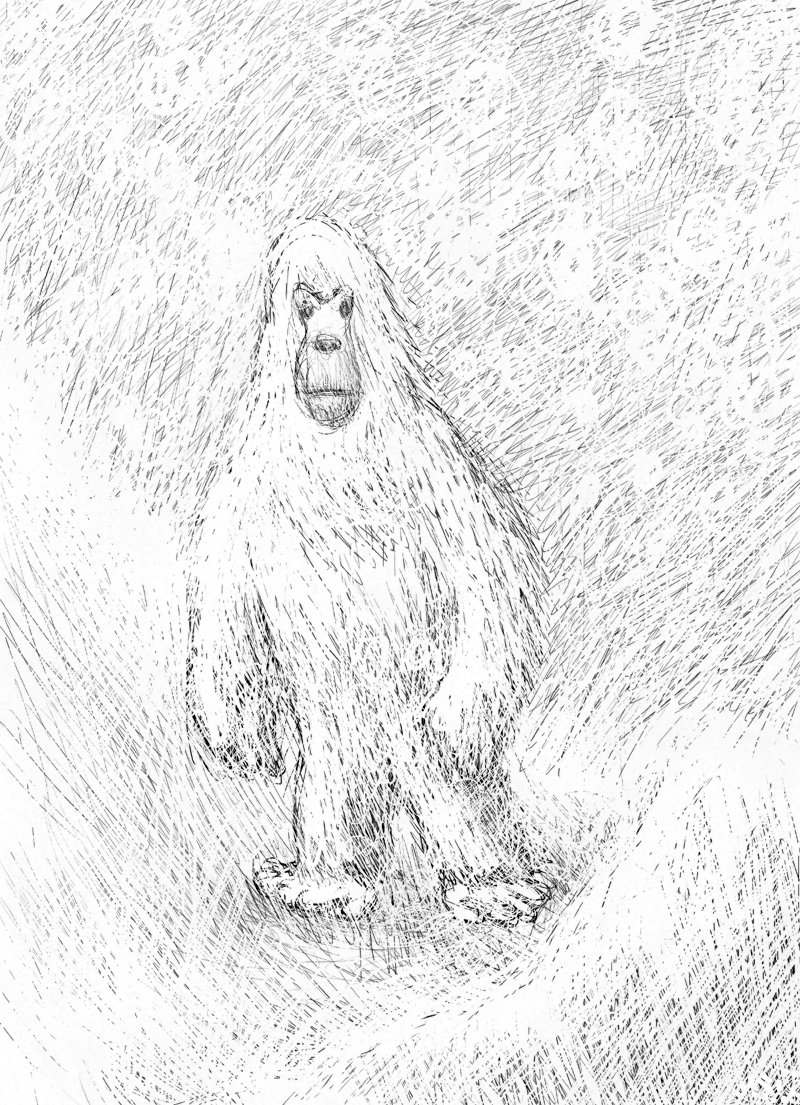
Yéti (illustration).

- dans Bigfoot de Robert F. Slatzer (1970),
- dans The Mysterious Monsters de Robert Guenette (1976),
- dans The Capture of Bigfoot de Bill Rebane (1979),
- Harry dans Bigfoot et les Henderson (Harry and the Hendersons) de William Dear (1987),
- dans Drawing Flies de Matthew Gissing et Malcolm Ingram (1996),
- dans Monstres et Cie (Monsters, Inc) de Pete Docter, David Silverman et Lee Unkrich (2002),
- dans Tenacious D et le Médiator du destin de Jack Black (2006),
- dans La Momie : La Tombe de l'empereur Dragon de Rob Cohen (2008)
- dans Chair de poule, le film de Rob Letterman (2015).
- dans Abominable de Jill Culton (2019)

## Les zombies
et Catégorie :Film de zombies.
- dans La Nuit des morts-vivants de George A. Romero (1968)
- dans World War Z de Marc Forster (2013)
- dans Manuel de survie à l'apocalypse zombie de Christopher Landon (2015)
- dans Dernier train pour Busan de Yeon Sang-ho (2016)
- dans Le Labyrinthe : Le Remède mortel de Wes Ball (2018)